# Georg-Schlesinger-Preis
Der Georg-Schlesinger-Preis, benannt nach dem Begründer der modernen wissenschaftlichen Forschung auf den Gebieten der Fertigungstechnik und Betriebswissenschaft Georg Schlesinger, wird seit dem Jahr 1979 alle drei Jahre durch das Land Berlin verliehen. Mit ihm werden hervorragende Leistungen aus dem gesamten Bereich der Produktionstechnik ausgezeichnet, die neben technologisch-wissenschaftlichem Inhalt auch einen gesellschaftlichen oder humanitären Bezug haben.
Stiftungsanlass war das 75-jährige Bestehen des Instituts für Werkzeugmaschinen und Fabrikbetrieb an der TU Berlin im Jahr 1979. Dieses Institut wurde durch Georg Schlesinger gegründet.
Seit 2003 wird das Preisgeld durch die Technologiestiftung Berlin bereitgestellt.

## Preisträger
- 1980: Eugene Merchant
- 1983: Gotthold Pahlitzsch
- 1986: Jacques Peters
- 1988: Janez Peklenik
- 1991: Toshio Sata
- 1994: Kurt Lange
- 1997: Hideaki Kudo und Milton C. Shaw
- 2000: Günter Spur
- 2003: Manfred Weck und Hans Kurt Tönshoff
- 2006: Patrick A. McKeown
- 2009: Hendrik Van Brussel
- 2012: Joachim Milberg
- 2015: Yusuf Altintas und Günter Pritschow[1]
- 2018: Ichiro Inasaki[2]